# Thulsa Doom
Thulsa Doom è un personaggio letterario immaginario creato da Robert E. Howard per l'universo di Conan il barbaro.

## Descrizione del personaggio
Thulsa Doom è un potente lich a capo della Legione Nera, un gruppo di non morti il cui scopo è conquistare il mondo per poi distruggerlo e ricrearlo a loro immagine e somiglianza. Per questo motivo si è spesso dovuto scontrare con l'eroe Kull di Valusia che è sempre riuscito a sconfiggerlo. Il personaggio di Thulsa Doom riscosse molto successo tra i lettori tanto che lo stesso Howard lo collocò nel suo libro successivo, Conan il barbaro, utilizzandolo sempre come antagonista principale nonostante Conan e Kull appartengano a due storie distinte.

## Altri media
Thulsa Doom è comparso come antagonista principale nel film Conan il barbaro del 1982 dove e stato interpretato da James Earl Jones e doppiato in italiano da Carlo Baccarini. Questa versione del personaggio è molto diversa dall'originale in quanto non si tratta un Lich ma un normale essere umano seppur molto esperto nell'uso della magia ed è in grado di mutare forma assumendo principalmente l'aspetto di un grosso serpente (abilità presa dal personaggio di Thoth Amon). Il personaggio risulta quindi una fusione tra Thoth Amon e Thulsa Doom nonostante sia caratterizzato principalmente come quest'ultimo.

## Nella cultura di massa
Grazie al successo ricevuto con il suo libro di debutto Thulsa Doom è uno dei personaggi più iconici della letteratura fantasy e viene considerato anche uno dei più importanti avendo messo le basi per la figura del lich nella cultura popolare oltre che ad aver ispirato personaggi come Skeletor e il Lich.
L'omonima band norvegese prende il suo nome dal personaggio.